# 大分県立大分舞鶴高等学校
大分県立大分舞鶴高等学校（おおいたけんりつおおいたまいづるこうとうがっこう）は、大分県大分市今津留一丁目にある公立高等学校。通称「舞鶴（まいづる）」、「舞高（まいこう）」。

## 設置学科
- 普通科
- 理数科 - 1997年度（平成9年度）に設置

## 概要
1951年（昭和26年）4月1日に創立。普通科に加えて、1997年度（平成9年度）に設置された県下唯一の理数科を有する。
2005年度（平成17年度）から3期にわたり文部科学省よりスーパーサイエンスハイスクール（SSH）の指定を受けている。指定当時は大分県では唯一の指定校であった。2010年度（平成22年度）からはコアSSHにも指定され、2012年度（平成24年度）からは科学技術人材育成重点枠でのSSHの指定を受けている。

### 制服
男子は典型的な詰襟の学生服、女子は冬服の場合、紺色の生地に青いリボンが付いたセーラー服、夏服の場合は白地に薄青色のセーラー服である。

## 沿革
- 1951年（昭和26年）4月1日 - 大分市立王子中学校を仮校舎として大分県立大分舞鶴高等学校を創立。
- 1951年（昭和26年）10月6日 - 大分市今津留の本校舎起工式（開校記念日とする） 。
- 1960年（昭和35年）10月7日 - 創立10周年記念式典挙行。
- 1978年（昭和53年）12月13日 - 新校舎（現校舎）に全面移転完了。
- 1997年（平成9年）4月1日 - 理数科設置。
- 2000年（平成12年）10月6日 - 創立50周年記念式典挙行。
- 2005年（平成17年）4月1日 - 文部科学省よりスーパーサイエンスハイスクールに指定。
- 2010年（平成22年）4月1日 - 文部科学省よりスーパーサイエンスハイスクールに再指定。同時にコアSSHに指定。
- 2010年（平成22年）10月6日 - 創立60周年記念式典挙行[1]。

## 教育

### 教育方針
教育基本法の精神に則り、国家及び社会の有為な形成者として、豊かな人間性を養い、高い人格と識見を具えた心身ともに逞しい人間の育成に努める。

### 校是
舞鶴魂 - しまれ、がんばれ、ねばれ、おしきれ
- しまれ - 事に臨んで本気を出すこと
- がんばれ - 常にプラス志向で元気を出すこと
- ねばれ - 試練に耐える根気をもつこと
- おしきれ - 一歩踏み出す勇気をもつこと[2]

### 校風
校風は自由であり、文武両道を掲げている。

### 時間割
7時40分から朝講座が行われていたが、2018年度から廃止された。内容は日替わりで各教科の演習を行っていた。平日の授業は7時間目まであり、下校できるのは16時35分である。また3年次からは、7限終了後に放課後講座が1～2コマ行われる。

### 進学実績
2016年度の国公立大学現役合格率は72.8%。11年連続で70%を超えている。

## 主な行事
修学旅行
2000年度から、それまで行われていたスキー研修は廃止され、東京への修学旅行は、英語圏のニュージーランドへの海外修学旅行に変更となった。また、49回生、51回生、及び58回生以降の目的地はオーストラリアとなった。2016年度（65回生）はベトナム、カンボジア、2017年度（66回生）はベトナムのみへの修学旅行、2019年度（68回生）からはシンガポール、オーストリアになった。
クラスマッチ
7月、12月、3月（1・2年のみ）の年3回。学校のすぐ隣を流れる大分川でドラゴンボートレースを行ったり、ソフトボール、サッカー、バスケットボール、バレーボールなどの競技を行う。
屋久島研修旅行（理数科）
スーパーサイエンスハイスクール（SSH）としての活動の一環で、理数科1年生を対象に毎年世界遺産屋久島での研修を行っている。大学の教授や研究所の研究員の協力を得て現地ではさまざまな研究を行うことができる。2005年度（平成17年度）には屋久島の隣の種子島の種子島宇宙センターへの見学が行われたが、2006年度（平成18年度）は取りやめられた。この研究の成果は、11月の理数科中間発表会でポスターセッションの形で発表される。
イエローストーン研修（理数科）
2005年度（平成17年度）にスーパーサイエンスハイスクール（SSH）に指定されたことにより、理数科2年生に対して2006年度（平成18年度）からゴールデンウィークを利用してアメリカイエローストーン国立公園への8泊10日の研修を行う。理数科内で参加希望者を募り、イエローストーンについての小論文の試験と国際情報の授業の評点の合計の上位7名が参加となる（2006年度（平成18年度））。参加者はGWを利用して行くため連休の間の授業の日は公欠となる。現地では主な活動としてフィールドワーク、モンタナ州立大学訪問、現地の高校生との交流会などが行われる。また、宿泊はホテルなどは利用せずすべてロッジを利用し、食事などは自分たちでつくることとなる。これらの研修の発表も11月の理数科中間発表会で行われる。

## 部活動
文武両道を校是としており、2017年度（平成29年度）の部活動への加入率は89%である。

### 体育部
- バスケットボール部（男女）
- ラグビー部
- バレーボール部（男女）
- 野球部
- ソフトテニス部（男女）
- 陸上部
- 剣道部
- 水泳部
- 卓球部
- テニス部（男女）
- サッカー部
- カヌー部
- ハンドボール部
- 弓道部[14]

カヌー部（男女）、陸上部（男女）、テニス部（男子）、ラグビー部が、大分県体育協会の強化指定を受けている。
ラグビー部は、全国高校ラグビー大会において、第54回大会（1975年）で優勝したほか、第53回（1974年）・第63回（1984年）・第83回（2004年）の3大会で準優勝するなど全国でも名立たる強豪校である。松任谷由実の楽曲「ノーサイド」は、1984年（昭和59年）1月7日に行われた第63回大会決勝戦で、天理高校に敗れた大分舞鶴高校をモデルとして作られたとされている。
カヌー部は数多くの選手を国体に送り込み、さらには高校生の日本代表選手も輩出している。また、アテネ五輪カヌー競技の足立美穂は当校出身である。
野球部は2022年春（第94回）の21世紀枠で選出され、春夏通じて初出場が決まった。

### 文化部
- 文芸部
- 英語部
- 茶道部
- 華道部
- 音楽部
- 美術部
- 新聞部
- 放送部
- 書道部
- 吹奏楽部
- 家庭部
- 科学部（生物班/地学班/物理班/化学班/数学班）
- インターアクト同好会
- 将棋同好会[18]

吹奏楽部は近年、数多くの大会において大分県代表として九州大会や全国大会へと出場している。また放送部、書道部も例年大分県代表となっている。
科学部生物班が、2012年度の第36回全国高等学校総合文化祭の自然科学部門（ポスター発表）において、文部科学大臣賞を受賞している。
放送部の部員が、2018年度の第65回NHK杯全国高校放送コンテストのアナウンス部門において、優勝している。

## 施設
グラウンドにあるテニスコート横には、同窓会付設の而立会館、同窓会館がある。同窓会館の学習室には冷暖房設備が備わっており、日曜日・休日等を含む年中無休で開放されている。
また、多目的競技場には太陽光発電機が設置してあり、モニターで発電量を見ることができる。なお、近年は稼働していない。

## 著名な出身者

### 政治
- 釘宮磐（参議院議員、元大分市長、元衆議院議員）
- 後藤博子（元参議院議員）
- 足立信也（大分市長、元参議院議員、医師、元筑波大学助教授）
- 吉良州司（衆議院議員）
- 礒崎陽輔（元参議院議員、元総務省大臣官房参事官）
- 高島宗一郎（第35代福岡市長、元九州朝日放送アナウンサー）
- 首藤勝次（竹田市長）
- 石川公一（元大分県副知事、元立命館アジア太平洋大学教授、大分大学理事）

### 学術
- 辛島輝治（東京芸術大学名誉教授） - 辛島文雄（ピアニスト）の兄。
- 是永駿（大阪外国語大学名誉教授、立命館アジア太平洋大学学長）
- 太田勝造（東京大学法学部教授）

### 文化
- 南こうせつ（フォークシンガー） - 元かぐや姫リーダー
- 伊勢正三（シンガーソングライター） - 元・かぐや姫、風のメンバー
- 赤瀬川原平（芸術家、芥川賞受賞作家） - 途中で愛知県立旭丘高等学校に編入
- 安永航一郎（漫画家）
- アキヨシカズタカ（漫画家）
- 井沢満（脚本家） - 代表作「外科医有森冴子」など
- 後藤敦（声優） - 「プライベート・ライアン」ライベン役等
- 清水淳司（フジテレビプロデューサー）[要出典]
- 吉村昌広（FM802のラジオDJ）
- えとう窓口（お笑い芸人） - Wエンジンのツッコミ
- つだつよし（お笑い芸人） - ヒロシの元相方
- 牧達弥（ミュージシャン）- go!go!vanillas、ボーカル・ギター

### アナウンサー
- 工藤三郎（NHKアナウンサー）
- 森若佐紀子（読売テレビアナウンサー）
- 橋本由紀（RKB毎日放送アナウンサー）

### スポーツ
- 足立美穂（アテネ五輪カヌー競技選手）
- 今泉清（ラグビー元日本代表、現早稲田大学コーチ）
- 杉瀬薫（プロゴルファー） - 九州大学出身のプロゴルファー
- 深野悦子（サッカー審判員） - FIFA国際女子審判
- 末松勇人（元プロバスケットボール選手）
- 徳永剛（ラグビー選手、女子セブンズユースアカデミーコーチ、男子セブンズユース日本代表 監督 、U20男子セブンズ日本代表ヘッドコーチ、女子セブンズ日本代表コーチ、男女セブンズTIDディレクター、セブンズ日本代表ナショナルチームディレクター、セブンズストラテジーアドバイザー）
- 藤井航介（ラグビー選手）
- 中山義孝（ラグビー選手）
- 挾間辰弘（ラグビー選手）
- 久木元孝成（ラグビー選手）
- 齊藤玄樹（ラグビー選手）
- 浦真人（ラグビー選手）
- 田代宙士（ラグビー選手）
- 早田健二（ラグビー選手）
- 才口將太（ラグビー選手）
- 榎本光祐（ラグビー選手）
- 城彰（ラグビー選手）
- 高井迪郎（ラグビー選手）
- 南善晴（ラグビー選手）
- 本村光章（ラグビー選手）
- 伊藤平一郎（ラグビー選手）
- 落合佑輔（ラグビー選手）
- 竹内擁騎（ラグビー選手）
- 豊永慎之佑（ラグビー選手）
- 渡部仁  (ハンドボール選手、日本代表)
- 藥師寺晃（ラグビー選手、7人制ラグビー日本代表）
- 山本耀平（ラグビー選手、7人制ラグビー日本代表）
- 常廣羽也斗（野球選手）

### その他
- 岐部哲也（グラフィックデザイナー、オウム真理教元幹部）
- 井上邦雄（ヤクザ、神戸山口組組長）
- 三原淳雄（経済評論家）
- ミチオ高倉（オイスカ・インターナショナル国際理事、パラグアイ総局会長）
- 池辺和弘（九州電力社長）

## 交通
- バス - 大分バス・大分交通バス（共同運行）、「大分バス本社前6番のりば」停留所より、「舞鶴高校前」「舞鶴橋」停留所にて下車[23]
- 鉄道 - JR日豊本線 大分駅より、徒歩30分
 JR日豊本線 牧駅より、徒歩25分[要出典]